# Mairtup
Mairtup (russisch Майртуп; tschetschenisch Майр-Туп) ist ein Dorf (selo) in der Republik Tschetschenien in Russland mit 11.838 Einwohnern (Stand 14. Oktober 2010).

## Geographie
Der Ort liegt im nordöstlichen Randgebiet des Großen Kaukasus knapp 40 km Luftlinie ostsüdöstlich der Republikhauptstadt Grosny, bei der Einmündung des Iskerk in den Gums, einen weiter flussabwärts Gudermes und Belaja genannten rechten Zufluss der Sunscha.
Mairtup gehört zum Rajon Kurtschalojewski und befindet sich etwa 3 km östlich von dessen Verwaltungszentrum Kurtschaloi. Das Dorf ist Sitz und einzige Ortschaft der Landgemeinde Mairtupskoje selskoje posselenije.

## Geschichte
Das Gründungsjahr des tschetschenischen Dorfes ist unbekannt. Nach der Deportation der tschetschenischen Bevölkerung des Gebietes 1944 wurden dort Darginer aus der benachbarten Dagestanische ASSR angesiedelt, und das Dorf erhielt die darginische Bezeichnung Sulewkent. Im Rahmen der Rückkehr der Tschetschenen ab 1957 wurde der alte Ortsname wiederhergestellt, und die Darginer in eine neue Ortschaft namens Sulewkent umgesiedelt, knapp 30 km nordöstlich von Chassawjurt in Dagestan.

### Bevölkerungsentwicklung
| Jahr | Einwohner |
| ---- | --------- |
| 1970 | 3.631     |
| 2002 | 10.754    |
| 2010 | 11.838    |

Anmerkung: Volkszählungsdaten

## Verkehr
Mairtup liegt an der 38 km langen Regionalstraße, die bei Mesker-Jurt südöstlich von Argun von der dem Kaukasusnordrand folgenden föderalen Fernstraße R217 Kawkas (ehemals M29) abzweigt und über Zozin-Jurt – Geldagan – Kurtschaloi kommend weiter nach Oischara führt, wo wieder die R217 erreicht wird. Die nächstgelegene Bahnstation befindet sich in Gudermes, das über das benachbarte Kurtschaloi erreichbar ist.